# Михайлівка (Василівський район)
Михайлівка — селище в Україні, адміністративний центр Михайлівської селищної громади Василівського району Запорізької області. Населення становить 12 тис. осіб (2019). До 2017 року було адміністративним центром Михайлівської селищної ради, до складу якої, крім того, входили села Вовківка, Тарсалак, Нововолодимирівка, Першотравневе та Петрівка.

## Географічне розташування
Селище міського типу Михайлівка розташоване за 8 км від смт Пришиб. Поруч із селищем тече 3-й магістральний канал. Через селище проходять автошляхи територіального значення Т 0810 та Т 0818.
Відстань до обласного центру становить близько 77 км і проходить автошляхами Т 0818 та М18E105.

## Історія
Заселення території нинішньої Михайлівщини припадає на перше десятиріччя XIX століття. Розселені хуторами в урочищах на північно-західному боці балки Єдикорень (Ядик Кургень), яка перетинає сьогодні Михайлівку з півдня на північ, поселенці називалися єдикорівськими хуторянами та були приписані до Великотокмацької парафії. У 1810 році громада купила дерев'яну церкву в Токмаку і 30 травня того ж року відбулось урочисте її освячення. З того дня поселення єдикоренців стало називатися Михайлівкою на честь одного з перших поселенців, багатого селянина, колишнього козака з Полтавщини Михайла Чудновського, який заснував 1805 року свій хутір на старовинному чумацькому шляху. З освячення церкви розпочинається відлік часу літопису Михайлівки й 30 травня 1910 року широко святкувалось її 100-річчя.
Селище було колишнім центром Михайлівської волості Мелітопольського повіту Таврійської губернії.
За даними на 1886 рік у селі мешкало 9160 осіб, налічувалось 1415 дворів, існували православна церква, синагога, 3 школи, поштова станція, 18 лавок, 3 постоялих двори, трактир, залізнична станція Пришиб первинна назва — Михайлівка), проходило дві ярмарки на рік та базар щосереди. За 7 верст — лісова пристань.
Станом на 1915 рік Михайлівка була великим торговельним центром, налічується близько сотні торговельних підприємств із загальним річним оборотом понад 750 тисяч карбованців, вагранковий, бричковий і миловарний заводи, кондитерська фабрика, паровий млин, дві олійниці, склад лісоматеріалів. Фінансував заклади та підприємства приватний комерційний банк. Особливе значення мала хлібна торгівля (до 250 тисяч карбованців), працює борошномельний млин, який перемелює зерна на суму до 3 тисяч карбованців. В селі є поштово-телеграфне відділення.
За статистикою тут проживало 26657 осіб. у тому числі 12742 чоловіки й 13915 жінок. Побудовано три православні церкви, єврейська синагога, до півтора десятка початкових навчальних закладів.
У 1874 році, із завершенням будівництва залізниці від Олександрівська до Севастополя побудована залізнична станція у Пришибі, а потреба у фахівцях змусила відкрити в селищі  залізничне училище. Міністерське училище функціонувало у Михайлівці.
Періодично в селі влаштовувалися ярмарки, на яких був великий вибір великої рогатої худоби та коней. Славилися ярмарки широким асортиментом сільськогосподарських продуктів, зокрема високоякісною пшеницею. У власності господарств перебувало 10500 коней, 3655 корів, 2740 овець, багатої іншої худоби та птиці.
За ініціативою сільських вчителів наприкінці ХІХ — початку XX століття у Михайлівці було відкрито три земські бібліотеки із загальним фондом 3250 книг — головним чином релігійного та пригодницького змісту. 1888 року відкрилася перша земська лікарня на 10 ліжок, організовано хірургічне відділення, амбулаторію, трупарню, зведено будинок для медичного персоналу. Лікарня обслуговувала не лише мешканців Михайлівки, а й ще 5 населених пунктів.
1918 року Михайлівка входить до складу Української Народної Республіки.
Постановою ВУЦВК від 7 березня 1923 року адміністративно-територіальний поділ на повіти і волості був ліквідований і на території колишньої Запорізької губернії було створено 3 округи: Запорізький, Бердянський та Мелітопольський, що входили до складу Катеринославської губернії. Цією ж Постановою ВУЦВК від 7 березня 1923 року в складі Мелітопольського округу було створено Михайлівський район з центром в селі Михайлівка.

### У Незалежній Україні
З 24 серпня 1991 року у складі незалежної України.
19 травня 2016 року, відповідно розпорядження № 275 голови Запорізької обласної державної адміністрації, перейменовані об'єкти топоніміки смт Михайлівка:
| Сучасна назва             | Попередня назва      |
| ------------------------- | -------------------- |
| вулиця Захисників України | вулиця Опанасенка    |
| вулиця Івана Франка       | вулиця Коноваленка   |
| провулок Затишний         | провулок Коноваленка |

14 грудня 2017 року, в ході децентралізації, утворена Михайлівська селищна громада шляхом об'єднання Михайлівської селищної ради, Бурчацької та Тимошівської сільських рад.
12 червня 2020 року, відповідно до розпорядження Кабінету Міністрів України № 713-р «Про визначення адміністративних центрів та затвердження територій територіальних громад Запорізької області», селище увійшло до складу Михайлівської селищної громади.
19 липня 2020 року, в результаті адміністративно-територіальної реформи і ліквідації Михайлівського району, увійшло до складу Василівського району.

### Російське вторгнення в Україну (2022)
26 лютого 2022 року окупована 
У перші місяці присутності російських військ, фіксувався дефіцит товарів першої необхідності. Місцева влада також надала російським загарбникам дані, що до ветеранів АТО та ООС, які проживають у регіоні.  
У червні 2022 року зафіксовані випадки дезертирства серед російських окупантів. За повідомленням у Силах оборони Запорізького краю та за даними розвідки у смт Михайлівка з гуртожитку, де раніше фіксувалося місце проживання окупантів зафіксовано випадки дезертирства понад 60 військовослужбовців противника.
На окупованих територіях Запорізької області російські окупанти продовжують мародерство. Так, 14 липня 2022 року, в центрі тимчасово окупованій Михайлівки, окупанти продавали побутову техніку. Однак вкрадені в українців речі вони вже не відправляють до дому. Варто зазначити, що побутова техніка була б/в та вся українського виробництва. За словами місцевих жителів, місцеві мешканці боялися запитати у окупантів звідки у них побутова техніка, проте відповідь напрошувалася сама собою. Вони були дуже здивовані такою витівкою окупантів.
23 серпня 2022 року правоохоронці закінчили спеціальне досудове розслідування та скерували до суду обвинувальний акт відносно колаборанта, так званого «голови адміністрації Михайлівки» Івана Сушка за фактом колабораційної діяльності, а вранці 24 серпня у тимчасово окупованій російськими військами смт Михайлівка був підірваний автомобіль, в якому їхав «гауляйтер» Іван Сушко, в результаті чого загинув на місці, так і не доживши до вироку суду. За даними слідства, наприкінці квітня 2022 року під час тимчасової окупації селища Михайлівка Василівського району 41-річний місцевий житель Іван Сушко добровільно погодився на пропозицію окупантів очолити незаконно створений орган влади.
В ніч з 29 на 30 серпня 2022 року, вперше в окупованій Михайлівці, ЗСУ знищили склад боєприпасів окупантів.
Окупанти перетворили на казарми школи, а в лікарні розміщують військову техніку та ховаються за цивільними пацієнтами. Розселення солдатів відбувається попри навчальний процес, зазвичай окупанти займають один з поверхів пояснючи, що це «охорона». У зв'язку зі втечею окупантів з Херсону, потреба в розселенні зросла, відтак окупанти зайняли ще більшу кількість дмовімок місцевих мешканців. Російські окупанти продовжують лікувати своїх поранених у цивільних лікарнях. При цьому цивільних пацієнтів не вивозять, а використовують як щит. 
У Михайлівці, на території пологового будинку російські  загарбники розташовують військову техніку.

## Населення

### Чисельність
| 1939     | 1959     | 1970     | 1979     | 1989     | 2001     | 2003     |
| -------- | -------- | -------- | -------- | -------- | -------- | -------- |
| 16 534   | ▼ 14 023 | ▲ 15 126 | ▲ 15 265 | ▼ 15 077 | ▼ 13 726 | ▼ 13 543 |
| 2004     | 2005     | 2006     | 2007     | 2008     | 2009     | 2010     |
| ▼ 13 463 | ▼ 13 329 | ▼ 13 144 | ▼ 13 061 | ▼ 12 896 | ▼ 12 734 | ▼ 12 688 |
| 2011     | 2012     | 2013     | 2014     | 2015     | 2016     | 2017     |
| ▼ 12 626 | ▼ 12 575 | ▼ 12 520 | ▼ 12 475 | ▼ 12 407 | ▼ 12 376 | ▼ 12 264 |
| 2018     | 2019     | 2020     | 2021     | 2022     |          |          |
| ▼ 12 091 | ▼ 11 949 | ▼ 11 833 | ▼ 11 694 | ▼ 11 530 |          |          |

### Мова
Розподіл населення за рідною мовою за даними перепису 2001 року:
| Мова            | Кількість | Відсоток |
| --------------- | --------- | -------- |
| українська      | 10445     | 76.40%   |
| російська       | 3038      | 22.22%   |
| вірменська      | 65        | 0.48%    |
| циганська       | 43        | 0.31%    |
| білоруська      | 24        | 0.18%    |
| румунська       | 7         | 0.05%    |
| болгарська      | 4         | 0.03%    |
| польська        | 1         | 0.01%    |
| інші/не вказали | 44        | 0.32%    |
| Усього          | 13671     | 100%     |

## Економіка
- ТОВ «ВО Моліс».
- ВАТ «Михайлівський Агрос».
- ТОВ «Агрофірма імені Мічуріна».
- АТ «Мікарнес».
- ТОВ «Фармацевтична компанія „Гіппократ“».
- ТОВ «Агрофірма ЮЛЕНА»

## Об'єкти соціальної сфери
- Школа № 1 — гімназія.
- Школа № 2.
- Школа № 3.
- Михайлівська НСШ.
- Михайлівське ВПУ № 52.
- Дитячий дошкільний навчальний заклад «Гніздечко».
- Дитячий дошкільний навчальний заклад «Теремок».
- Будинок культури.
- Музична школа.
- Михайлівське територіальне медичне об'єднання (Михайлівське ТМО).
- Дитячий центр.

## Релігія
- Покровська церква.
- Свято-Микільський храм.

## Персоналії
- Лєвєн Яків Давидович — пастор протестанської церкви[26].
- Черниховський Саул Гутманович — єврейський поет, писав на івриті.
- Бойко-Мишевський Станіслав Стефанович — народився 11.05.1892 року в селі Вовківка. Наприкінці 1890-х років родина проживала вже у Михайлівці. Військовик Української армії, учасник радянсько-української війни (1917—1921) та польсько-радянської війни (1920).
- 1932 року до Михайлівки разом з родиною переїхала 10-річна Марійка Доліна (1922 — 2010) — майбутня льотчиця, Герой Радянського Союзу, яка тут же і закінчила планерну школу[27].
- Поплавський Федір Ілларіонович — Герой Радянського Союзу[28].
- Гук Раїса Василівна — вчителька Михайлівського НВК, заслужений вчитель України[29].
- Гальперіна-Гінзбург Олена Абрамівна — одна з перших жінок-юристів у Російській імперії.
- Зубко Федір Іванович — отаман повстанського руху півдня України.
- Назаренко Олександр Едуардович - розвідник, учасник російсько-української війни (16.11.1993 - 10.06.2023).